# Loxomphalia rubida
Loxomphalia rubida é uma espécie de aranha pertencente à família Theraphosidae (tarântulas).